# 国鉄タキ20000形貨車
国鉄タキ20000形貨車（こくてつタキ20000がたかしゃ）は、1964年（昭和39年）から製作された、石油類（除ガソリン）専用の 35 t 積 貨車（タンク車）である。
私有貨車として製作され、日本国有鉄道（国鉄）に車籍編入された。1987年（昭和62年）4月の国鉄分割民営化後は日本貨物鉄道（JR貨物）に車籍を承継された。

## 概要
タキ20000形は1964年（昭和39年）から1968年（昭和43年）にかけて9ロット33両（タキ20000 - タキ20032）が、汽車製造、川崎車輛、富士重工業にて製作された。
落成当時の所有者は昭和石油、モービル石油の2社のみであった。その後モービル石油所有車のうち5両（タキ20018 - タキ20022）が1977年（昭和52年）1月19日に、内外輸送へ名義変更された。また同日に1両（タキ20027）が日本陸運産業へ名義変更された。
1978年（昭和53年）6月30日に、3両（タキ20028 - タキ20030）がカロナイト化学へ名義変更された。1982年（昭和57年）6月30日にカロナイト化学所有車1両（タキ20028）は川重商事へ名義変更された。
昭和石油所有車は、当時既に廃車になっていた2両（タキ20003・タキ20023）を除いた8両が1984年（昭和59年）8月9日に、日本石油輸送へ名義変更された。
1979年（昭和54年）10月より化成品分類番号「燃31」（燃焼性の物質、引火性液体、危険性度合2（中））が標記された。
所有者は2社のみであったため、形態の種類の少ない形式である。積荷はC重油など高粘度の油種のため蒸気加熱管、保温のための断熱材、キセ（外板）を設けたドーム付きタンク車であり、荷役方式はマンホールによる上入れ、吐出管による下出し式である。
塗色は、黒であり、全長は12,800 mm、全幅は2,710 mm、全高は3,885 mm、台車中心間距離は8,700 mm、自重は17.7 t - 18.0 t、換算両数は積車5.5、空車1.8、最高運転速度は75 km/h、台車は12 t車軸を使用したTR41Cである。
1987年（昭和62年）4月の国鉄分割民営化時には12両がJR貨物に継承され、1995年（平成7年）度末時点では3両（タキ20016、タキ20024、タキ20025）が現存していたが、2001年（平成13年）12月に最後まで在籍した1両（タキ20016）が廃車となり同時に形式消滅となった。

## 年度別製造数
各年度による製造会社と両数、所有者は次のとおりである。（所有者は落成時の社名）
- 昭和39年度 - 7両
  - 汽車製造 2両 昭和石油（タキ20000 - タキ20001）
  - 川崎車輛 2両 昭和石油（タキ20002 - タキ20003）
  - 川崎車輛 3両 モービル石油（タキ20004 - タキ20006）
- 昭和40年度 - 9両
  - 富士重工業 6両 モービル石油（タキ20007 - タキ20012）
  - 汽車製造 3両 モービル石油（タキ20013 - タキ20015）
- 昭和41年度 - 2両
  - 汽車製造 2両 昭和石油（タキ20016 - タキ20017）
- 昭和42年度 - 9両
  - 川崎車輛 5両 モービル石油（タキ20018 - タキ20022）
  - 汽車製造 4両 昭和石油（タキ20023 - タキ20026）
- 昭和43年度 - 6両
  - 川崎車輛 6両 モービル石油（タキ20027 - タキ20032）